# Additiu alimentari

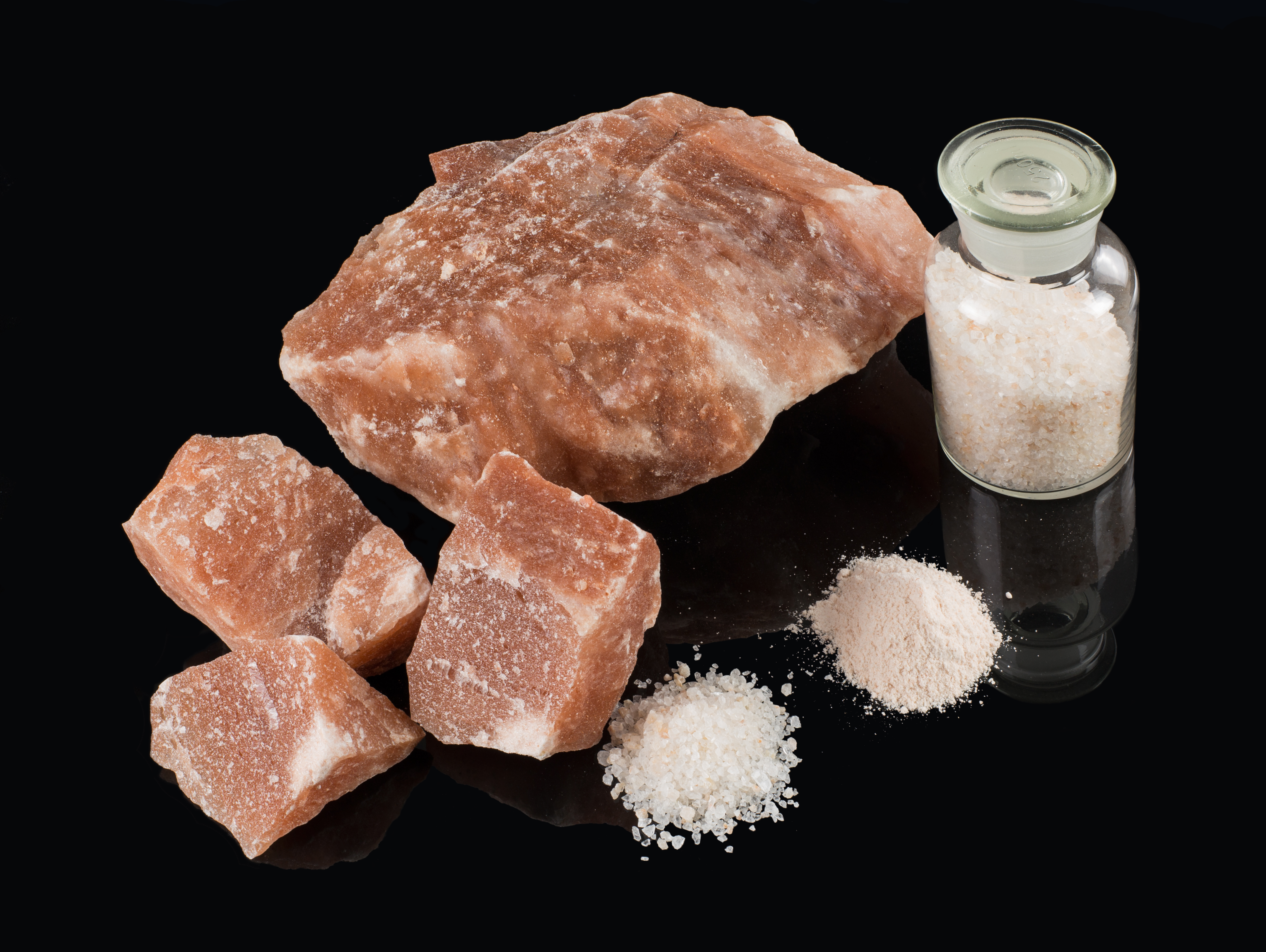
Sal rosa de l'Himalaia, un additiu bàsic.

Els additius alimentaris són substàncies que s'afegeixen a les begudes i als aliments elaborats, com per exemple les salsitxes, perquè es puguin conservar, perquè millorin les característiques o per a dotar-los de noves propietats organolèptiques o altres pròpies que s'hagin perdut durant l'elaboració; també serveixen per millorar o facilitar el seu procés d'elaboració o conservació. Els additius poden ser d'origen natural o sintètics i s'hi afegeixen en quantitats molt petites i, en general, no modifiquen significativament les seves propietats nutritives.
Des del punt de vista toxicològic, els additius no es poden considerar dolents ni bons per se. El perill potencial d'un additiu es relaciona amb la concentració (o quantitat) ingerida en un període. Per a establir aquest perill hi ha un índex capaç de mesurar-ne la perillositat, aquest índex és l'ANADA: ingesta diària admissible i que defineix com la quantitat aproximada d'un additiu alimentari, expressada en relació amb el pes corporal, que es pot ingerir diàriament, durant tota la vida, sense que representi un risc apreciable per a la salut. Algunes vegades els efectes creuats dels additius no són avaluats, la qual cosa pot provocar efectes nocius a llarg termini.
A Europa els additius alimentaris aprovats per la Unió Europea es recullen en llistes positives (és a dir, que només es poden usar com additius les substàncies legalment acceptades expressament) i es codifiquen mitjançant una I seguida d'un nombre. Perquè pugui adjudicar-se un nombre I a un additiu el Comitè Científic o l'Autoritat Europea de Seguretat Alimentària ha d'avaluar si la substància additiva és segura per a la salut. El sistema de nombres I s'utilitza a més com una manera pràctica d'etiquetar de forma estàndard els additius permesos en tots els idiomes oficials de la Unió Europea.
Hi pot haver conflictes d'interessos entre les indústries productores d'additius i també motius purament econòmics darrere de la utilització o no dels additius. Serveixi com a exemple que afegir un aromatitzant a un iogurt permetria incorporar menys fruita mantenint-ne la intensitat del sabor. D'altra banda, el consumidor pot ser responsable de la comercialització de productes que incorporen certs additius, com el dels colorants. Així, una melmelada de maduixa elaborada segons mètodes tradicionals és de color marronós. Però l'acceptabilitat de la melmelada de maduixa és molt més gran quan el seu color és vermell o rosa viu, per això s'incorporen colorants addicionals.

## Raons per al seu ús
Les raons per les quals s'empren els additius en la indústria alimentària són bàsicament de tipus econòmic i social. L'ús de certs additius permet que els aliments durin més temps el que fa que existeixi major aprofitament dels mateixos i, per tant, es puguin baixar els preus i que n'existeixi un repartiment més homogeni. Per exemple en afegir al tomàquet enllaunat substàncies que permetin disminuir-ne el pH, se'n perllonga la durada, podent ésser consumit en èpoques on la producció de tomàquet disminueix.

### Raons de màrqueting i tecnològiques
L'aliment ha de ser atractiu per al consumidor, ja que si no aquest no ho comprarà, si no s'afegissin colorants a la melmelada de maduixa, aquesta no presentaria el color vermell intens que la fa tan agradosa, sinó que presentaria un color menys viu a causa dels tractaments als quals la hi sotmet el mateix procés d'elaboració. El mateix passa amb el color dels iogurts de sabors on el color, l'aroma i el gust provenen de l'acció dels additius afegits. D'igual forma els additius permeten realitzar determinats tractaments tecnològics que sense ells seria impossible.
Hi ha el cas contrari de publicitat pel no ús d'additius alimentaris, cosa que ha sigut criticada Gemma del Caño com a foment de la por irracional cap a aquests.

### Raons nutricionals i de seguretat
En els aliments poden desenvolupar-se reaccions químiques que disminueixin el valor nutritiu de l'aliment i fins i tot generin compostos tòxics. També poden proliferar microorganismes indesitjables o letals per a l'ésser humà. Un clar exemple és la potencial presència de Clostridium botulinum en les conserves vegetals, bacteri responsable d'una intoxicació mortal coneguda com a botulisme. L'addició de substàncies antioxidants a aquestes conserves, com les sals de nitrats i nitrits, dificulta el desenvolupament del bacteri. Ara bé, encara que les sals de nitrit són potencialment tòxiques a determinades dosis o quan el producte se sotmet a tractaments tecnològics posteriors (s'accepta que les sals de nitrit poden ser precursores de les nitrosamines, unes substàncies cancerígenes que es formen quan l'aliment se sotmet al rostit o fornejat, aquest risc és molt menor que el risc de patir botulisme si no s'hi incorporen els additius antioxidants.

## Tipus
Segons la funció que fan els aliments, hi ha diversos tipus d'additius, entre els quals destaquen els següents:
- Edulcorants: substàncies que s'empren per a donar un sabor dolç als aliments.
- Colorants: substàncies que donen color a un aliment o li retornen el seu color original; poden ser components naturals dels aliments i substàncies naturals que normalment no es consumeixen com a aliments en si mateixes ni s'empren com a ingredients característics dels aliments.
- Conservadors: substàncies que allarguen la vida útil dels aliments protegint-los de la deterioració causada per microorganismes o que protegeixen del creixement de microorganismes patògens.
- Antioxidants: substàncies que allarguen la vida útil dels aliments protegint-los de la deterioració causada per l'oxidació, com l'enranciment dels greixos i els canvis de color.
- Suports: substàncies emprades per dissoldre, diluir, dispersar o modificar físicament d'una altra manera un additiu alimentari, un aromatitzant, un enzim alimentari o un nutrient o una altra substància afegida a un aliment amb finalitats nutricionals o fisiològiques sense alterar la seva funció (i sense tenir per si mateixes cap efecte tecnològic), a fi de facilitar la seva manipulació, aplicació o ús.
- Acidificant: substàncies que incrementen l'acidesa d'un producte alimentós o li confereixen un sabor àcid, o ambdues coses.
- Correctors de l'acidesa: substàncies que alteren o controlen l'acidesa o alcalinitat d'un producte alimentós.
- Antiaglomerants: substàncies que redueixen la tendència de les partícules d'un producte alimentós a adherir-se unes a unes altres.
- Antiescumejants: substàncies que impedeixen o redueixen la formació d'escuma.
- Agents de càrrega: substàncies que augmenten el volum d'un producte alimentós sense contribuir significativament al seu valor energètic disponible.
- Emulgents: substàncies que fan possible la formació o el manteniment d'una mescla homogènia de dues o més fases no miscibles, com l'oli i l'aigua, en un producte alimentós.
- Sals de fosa: substàncies que reordenen les proteïnes contingudes en el formatge de manera dispersa, amb la qual cosa produeixen la distribució homogènia del greix i altres components.[5]
- Enduridors: substàncies que tornen o mantenen els teixits de fruites o hortalisses fermés o cruixents o actuen juntament amb agents gelificants per produir o reforçar un gel.
- Potenciadors del sabor: substàncies que realcen el sabor o l'aroma, o tots dos, d'un producte alimentós.
- Escumejants: substàncies que fan possible formar una dispersió homogènia d'una fase gasosa en un producte alimentós líquid o sòlid.
- Gelificants: substàncies que donen textura a un producte alimentós mitjançant la formació d'un gel.
- Agents de recobriment (inclosos els lubrificants): substàncies que, quan s'apliquen en la superfície exterior d'un producte alimentós, confereixen a est un aspecte brillant o ho revesteixen amb una capa protectora.
- Humectants: substàncies que impedeixen la dessecació dels aliments, o afavoreixen la dissolució d'una pols en un mitjà aquós.
- Midons modificats: substàncies obtingudes per un o més tractaments químics de midons comestibles, que poden haver sofert un tractament físic o enzimàtic i ser diluïdes o blanquejades amb àcids o bases.
- Gasos d'envasament: gasos, diferents de l'aire, introduïts en un recipient abans o després de col·locar en ell un producte alimentari, o mentre és col·loca.
- Gasos propel·lents: gasos diferents de l'aire que expulsen un producte alimentós d'un recipient.
- Gasificants: substàncies o combinacions de substàncies que alliberen gas i, d'aquesta manera, augmenten el volum d'una massa.
- Segrestants: substàncies que formen complexos químics amb ions metàl·lics.
- Estabilitzants: substàncies que possibiliten el manteniment de l'estat físic-químic d'un producte alimentós; inclouen les substàncies que permeten el manteniment d'una dispersió homogènia de dues o més substàncies no miscibles, les que estabilitzen, retenen o intensifiquen el color d'un producte alimentós i les que incrementen la capacitat d'enllaç dels aliments.
- Espessidor: substàncies que augmenten la viscositat d'un aliment.
- Agents de tractament de les farines: substàncies, diferents dels emulgents, que s'afegeixen a la farina o a la massa per millorar la seva qualitat de cocció.

## Els additius a la Unió Europea
Les principals funcions dels additius alimentaris, d'acord amb la Directiva europea 89/107/CEE,[5] la qual s'ha de traslladar a la legislació de cada estat membre de la UE, són: 
- Assegurar la seguretat i la salubritat
- Augmentar la conservació o l'estabilitat del producte
- Fer possible la disponibilitat d'aliments fora de temporada
- Assegurar o mantenir el valor nutritiu de l'aliment
- Potenciar l'acceptació del consumidor
- Ajudar a la fabricació, transformació, preparació, transport i emmagatzematge de l'aliment
- Donar homogeneïtat al producte.

La indústria alimentària només pot utilitzar els additius aprovats per les autoritats corresponents, després d'haver passat controls sanitaris exhaustius. Aquests controls verifiquen que les dosis autoritzades no tenen cap efecte perjudicial.
Amb l'objectiu de facilitar-ne l'ús, l'etiquetatge i que es puguin reconèixer internacionalment els additius s'anomenen amb un codi que comença per la lletra E, seguida d'un nombre amb tres o quatre xifres. La primera xifra fa referència al tipus d'additiu:
- 1: colorant,
- 2: conservants,
- 3: antioxidants,
- 4: estabilitzadors,
- 5 i 6: potenciadors del gust, i
- 9: edulcorants.

### Additius derivats d'animals
1. I-120 - Cotxinilla (colorant d'origen animal)
2. I-542 - Fosfat ossi (suplement mineral i/o antiaglomerant derivat d'ossos animals)
3. I631 - Inosinat de sodi 5 (potenciador del sabor, derivat d'extractes de carn i peix)
4. I901 - Cera d'abelles (ceres, enllustramobles, espelmes)
5. I904 - Goma Laca (derivat de l'insecte coccus lacca)
6. Calci mesoinositol (productes fornejats, gasoses, verdures processades)
7. Hexafosfats
8. Lactosa
9. Oli d'esperma (obtingut del cap de diversos cetacis-balenes)
10. Guanina (oli de perles)
11. Albúmina (de la clara dels ous)

### Additius de possible origen animal
1. I101 i I101(a)- riboflavina, lactoflavina, vitamina B-2
2. I153 - colorant negre que s'obté de combustió incompleta de vegetals o greixos animals (prohibit als Estats Units, només la versió vegetal és permesa a Austràlia)
3. I161(b) - luteïna.
4. I161(g) - cantaxantina.
5. I322 - Lecitina (d'ous, encara que també s'utilitza molt la de soia)
6. I430, 431, 432, 433, 434, 435, 436 - polioxietilens (additius de la farina blanca provinents

d'àcids grassos) 
1. I470(a) - sodi, potassi i calci d'àcids grassos
2. I470(b) - magnesi d'àcids grassos
3. I471 - glicèrids d'àcids grassos
4. I472(a, b, c, d, i, f) - diversos additius de glicèrdis d'àcids grassos
5. I473 - sacarosa d'àcids grassos
6. I474 - sucroglicèrids
7. I475 - poliglicerol d'àcids grassos
8. I476 - poliglicerol d'àcids grassos de ricí o soja
9. I477 - propilenglicol d'àcids grassos
10. I478 - lactat d'àcids grassos
11. I479(b) - oli oxidat de soia i d'àcids grassos
12. I482 - lactat de calci
13. I483 - tartrat esteàric
14. I491, 492, 493, 494, 495 - sorbitans
15. I570 - àcids grassos
16. I572 - sals magnèsiques d'àcids grassos
17. I627 - guanosina
18. I635 - ribonucleòtid de sodi
19. I640 - glicina i sals de sodi
20. I920 - clorhidrat de cisteïna
21. I1518 - gliceril micol, di i triacetat de calci, i altres saboritzants no especificats.